# Mukhali
Mukhali (1170 – 1223) fu un importante compagno di Gengis Khan..
Inizialmente al servizio della zia del padre di Gengis (sua rivale nel clan Jalair), venne fatto prigioniero. Gengis riscattò Mukhali per la sua integrità e saggezza, e questi in seguito divenne un fedele luogotenente del khan.
Mukhali fu comandante in capo durante le operazioni militari contro la dinastia Jīn e gli fu conferito il titolo di Re della Cina (in realtà comandò una porzione relativamente piccola della Cina settentrionale). Morì in Cina nel 1223, mentre assediava un'altra città. Fu considerato un generale invincibile, e considerate le sue vittorie nonostante le poche risorse, è considerato uno dei più grandi comandanti della storia.
Dopo la sua morte i suoi discendenti continuarono a servire il Gran Khan, specialmente i successori di Tolui, il figlio minore di Gengis.